# Pierre Petit (fotógrafo)
No confundir con (Jean) Pierre Petit (1886-1969), que utilizaba el seudónimo Ybon.

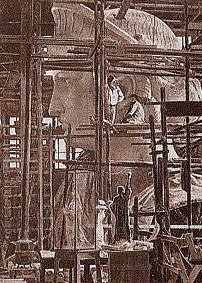
Una imagen de la cabeza de la Estatua de la Libertad

Pierre Petit, de nombre Pierre Lanith Petit (15 de agosto de 1831 - 16 de febrero de 1909), fue un fotógrafo francés que destacó en la realización y comercialización del retrato fotográfico.
Aprendió la técnica fotográfica en el estudio fotográfico de Disderi, que tenía más de sesenta empleados y aprendices. Su actividad fotográfica se centraba en mayor medida en el retrato. En 1858 abrió en París con Antoine René Trinquart el estudio Photografie des Deux-Mondes donde vendían recopilaciones de celebridades, abriendo posteriormente otros dos en Baden y Marsella.
En 1859 inició un proyecto que tituló Los hombres del día donde presentaba retratos de personajes de actualidad, del espectáculo y la vida política, a los que añadía comentarios y otros datos. Con esta actividad consiguió popularidad.
Fue nombrado fotógrafo oficial para la Exposición Universal de París de 1867, aunque ya había colaborado con Disderi en la exposición de 1855. El número de fotografías que hizo en la misma se sitúa sobre unas doce mil. También participó posteriormente en la de 1878 con fotografías del proceso de construcción de la cabeza de la Estatua de la Libertad, reportaje que realizó por encargo del gobierno francés.
En 1875 ingresó en la Sociedad Francesa de Fotografía. También fue fotógrafo oficial de diversas instituciones como la facultad de Medicina y la facultad de ingeniería. Además se dedicaba a fotografiar a los alumnos de diversos Liceos y miembros del Episcopado; así como a indígenas en el Jardín de Aclimatación.
Entre los reportajes que realizó destacan uno sobre el sitio e incendio de París y otro sobre la construcción de la estatua de la libertad.En 1898 fue el primer fotógrafo en realizar fotografía subacuática.
En torno a 1908 dejó el estudio a su hijo, quien continuó con el trabajo del mismo hasta 1920.
Su trabajo se encuentra en las colecciones del Museo Nicéphore-Niépce, el Museo de Orsay, la Biblioteca Nacional de Francia y la National Portrait Gallery de Londres.
Algunas de sus fotografías más conocidas son:
- Retratos:

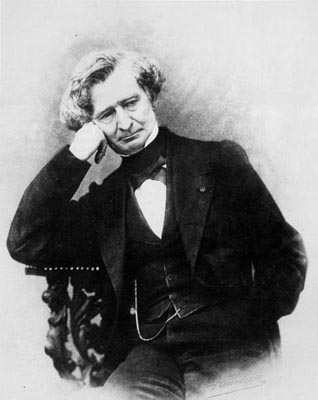
Hector Berlioz (1863)
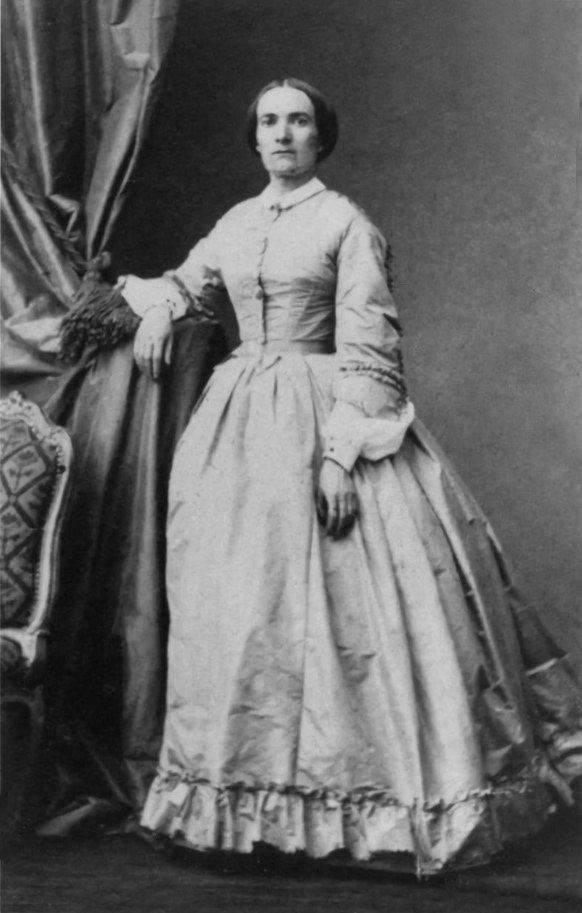
Julie-Victoire Daubié (1861)
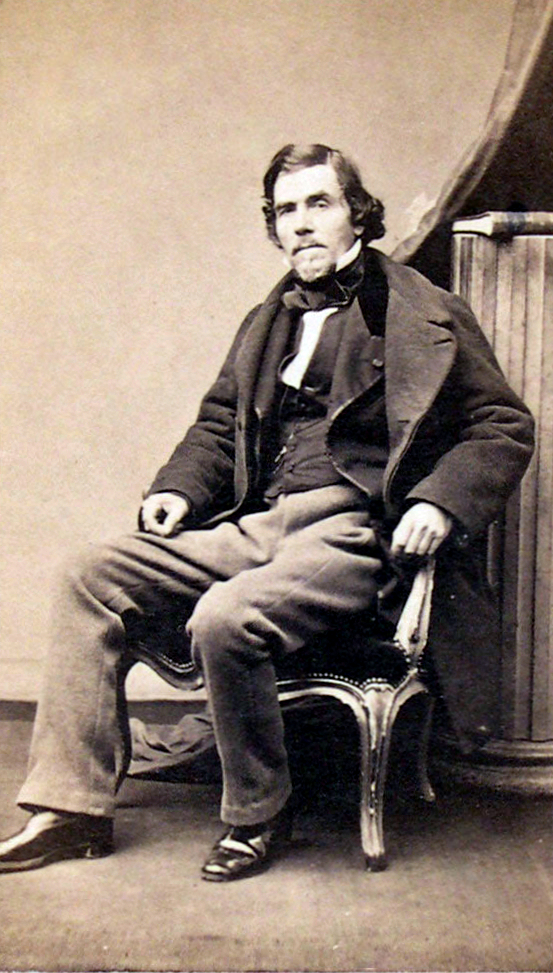
Eugène Delacroix
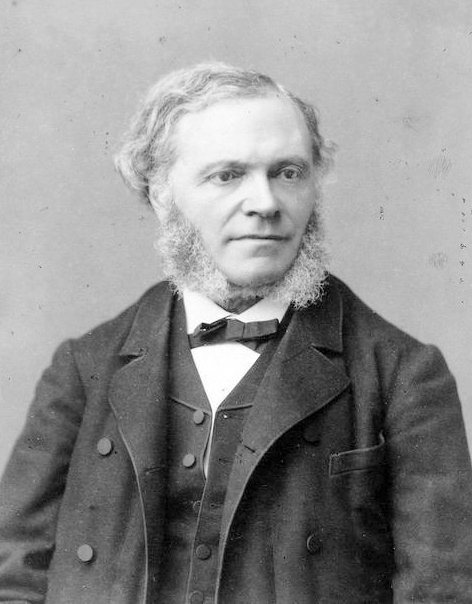
César Franck

- Otros:

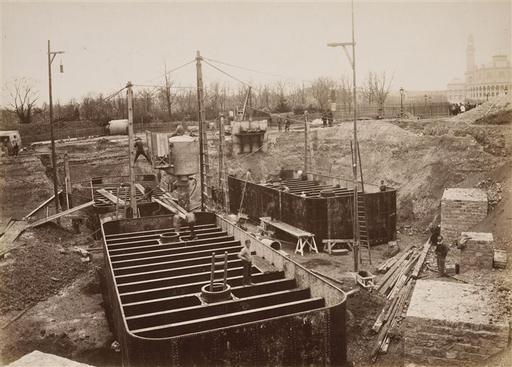
La construcción de la Torre Eiffel (1887)
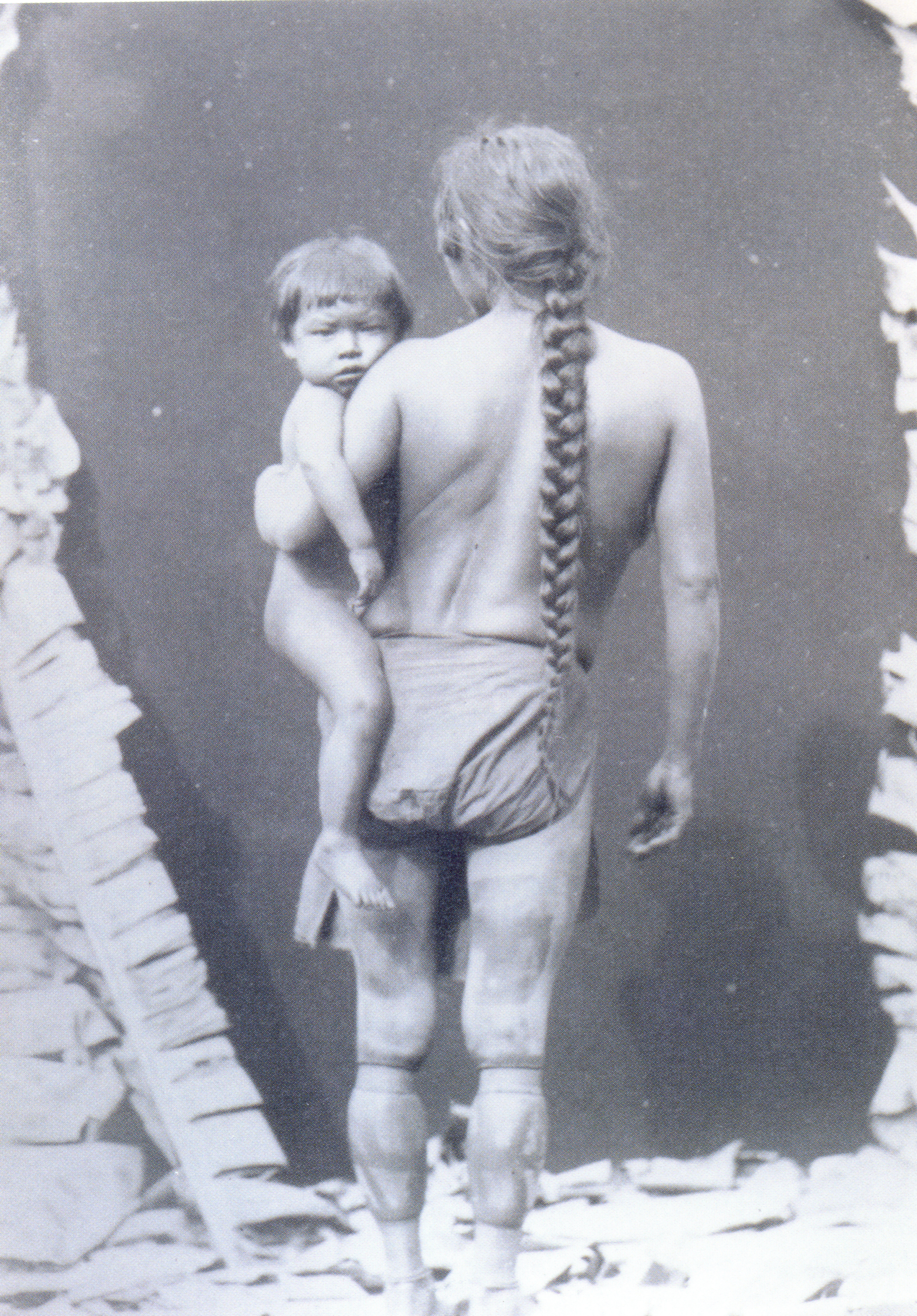
Mujer kalina con niño (1882)
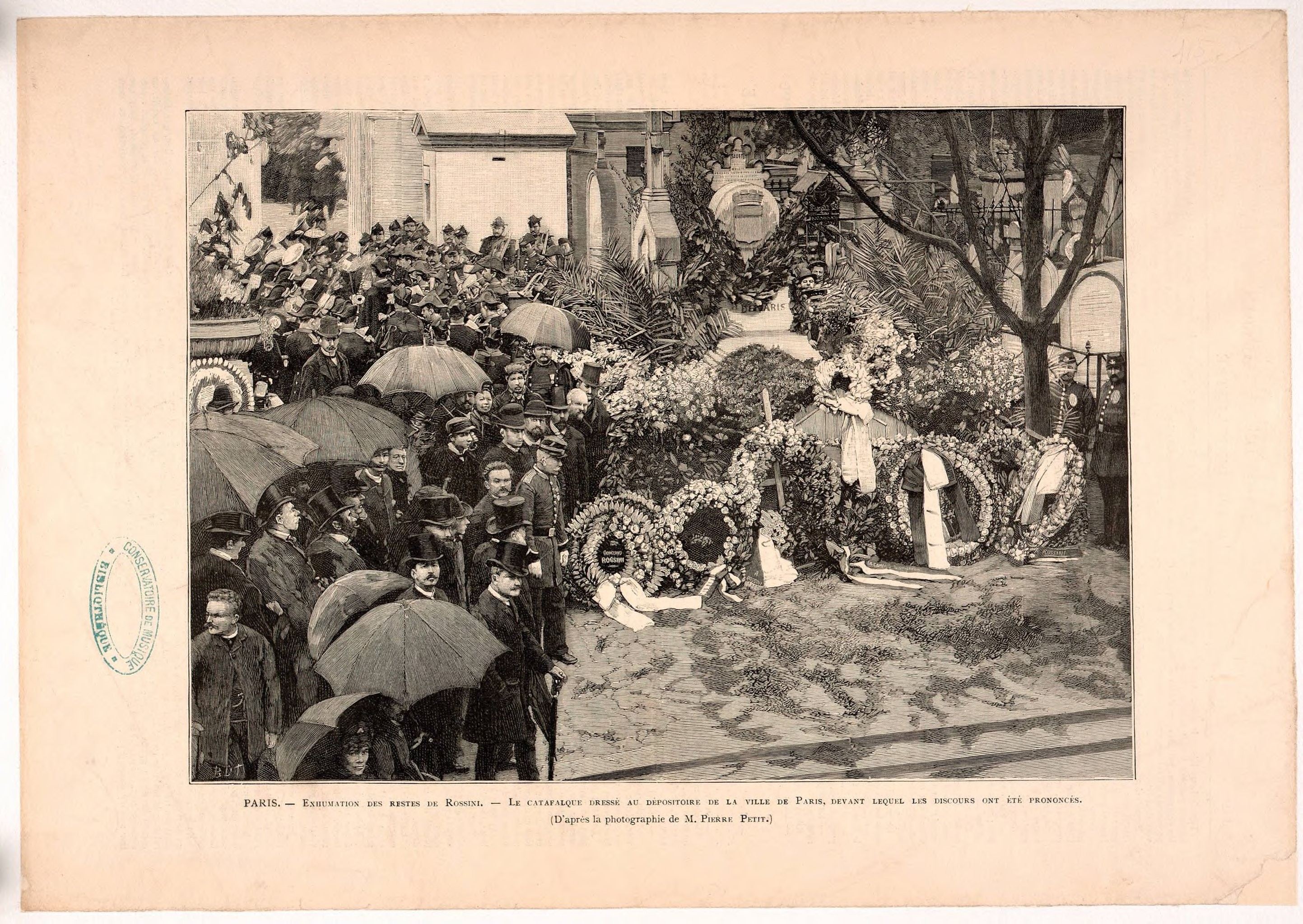
Exhumación de los restos mortales de Gioachino Rossini (1887)
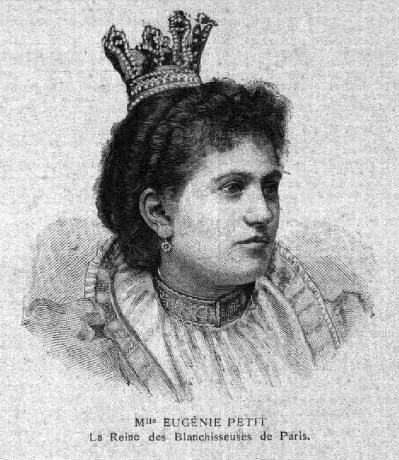
Eugénie Petit, 1893 "Reina en el carnaval de París"